# Гейрбек-Юрт
Гейрбек-Юрт (ингуш. Гӏайрбика-Юрт) — село в Назрановском районе Республики Ингушетия. Входит в состав сельского поселения Долаково.

## География
Село расположено в северо-западной части Назрановского района, у южного подножья Сунженского хребта, в 38 км к северо-западу от города Назрань и в 18 км к югу от города Малгобек.
Ближайшие населённые пункты: на северо-западе — Пседах и Сагопши (на северном склоне хребта), на востоке — Нижние Ачалуки и Средние Ачалуки, на юго-востоке — Верхние Ачалуки, на юге — Долаково и на юго-западе — Старый Батако.

## История
По сведениям Н. Волковой  село раннее находилось в Чечне и оттуда шла миграция в соседние села Пседах и Долаково. 
По рассказу жителей сел. Пседах, в их селение переселялось множество безземельных жителей из различных районов Чечни, в частности из селений Азамат-юрт и Гейрбек-юрт. 

## Население
| 1926 | 2002  | 2010 | 2021 | 2024 |
| ---- | ----- | ---- | ---- | ---- |
| 24   | ↗1428 | ↘165 | ↗277 | ↗278 |